# Independencia (Chile)
Independencia es una comuna del sector centro norte de la ciudad de Santiago de Chile. Es parte de la provincia de Santiago, que pertenece a la Región Metropolitana de Santiago.

## Historia

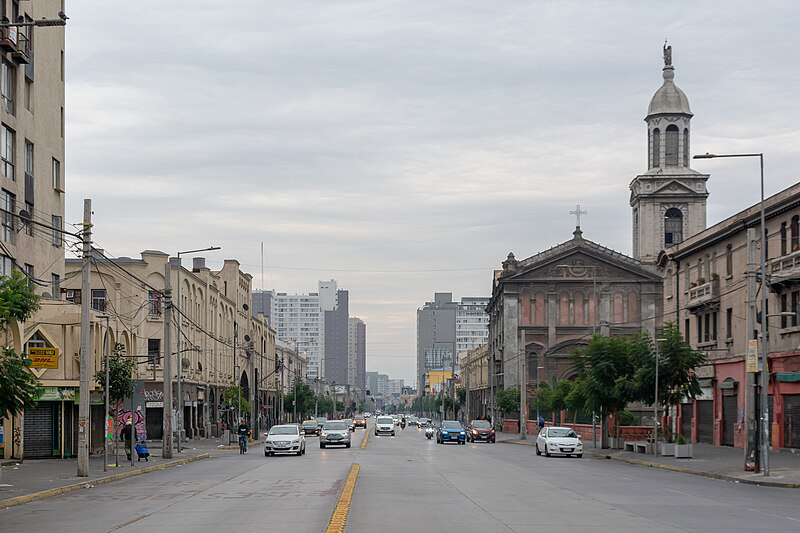
Avenida Independencia

Independencia, comuna ubicada en el antiguo sector de "La Chimba" en el sector centro-norte del Gran Santiago. Su trazado urbano es de forma más bien irregular y se caracteriza por la presencia de edificios de mediana altura.
El barrio surgió a finales del siglo XIX como un sector tradicional de la ciudad, buscando ocupar la ribera norte del río Mapocho. Sin embargo, su vertiginoso crecimiento demográfico lo constituyó en una comuna autónoma, que forma parte integrante de la conurbación capitalina.
El principal eje vial de la comuna es la Avenida Independencia (que le da el nombre a la comuna), que la cruza de norte a sur. Por esta avenida pasaba el antiguo camino del Inca en su paso por Santiago de Nueva Extremadura configurando el acceso Norte a la ciudad. El nombre por el cual se le conoce a la avenida, y por ende a la comuna, se debe a que en esta zona el 13 de febrero de 1818, se estableció el Ejército Libertador en la actual Plaza Chacabuco (bautizada en honor a la Batalla de Chacabuco, del día anterior) y que por esta vía hicieron ingreso triunfantes a la capital.
La comuna de Independencia surgió en 1991 con la unión de parte de las comunas de Santiago, Conchalí y Renca. La parte sur de la comuna, es decir el cuadrante comprendido por el río Mapocho, plaza Chacabuco (límites sur y norte), avenida La Paz (por el oriente) y Panamericana norte, avenida Hipódromo Chile y avenida Fermín Vivaceta (por el poniente) pertenecía a la comuna de Santiago y la parte norte a la de Conchalí.
Dado el corto tiempo de la creación de la comuna aún es posible ver las diferencias sociales entre los distintas comunas que conforman la actual Independencia, así el sector que correspondía a Santiago es claramente un barrio de clase media (en todos sus estratos) en tanto que los otros reflejan un carácter más popular.

## Demografía
Según los datos recolectados el 2002 en el censo del Instituto Nacional de Estadísticas, la comuna tiene una superficie de 7 km² y una población de 65 479 habitantes, de los cuales 34 846 mujeres y 30 633 hombres. Un 100% de su población es urbana. Según el censo de 2017 la comuna tiene 100 281 habitantes, donde 51 095 son mujeres y 49 186 son hombres. Independencia acoge al 1,41% de la población total de la región.

## Medio ambiente

### Geomorfología y componentes abióticos

Trazado simplificado de los ecosistemas y cuerpos de agua presentes en la comuna de Independencia.

La comuna de Independencia se encuentra emplazada en la unidad geomorfológica de Cuenca de Santiago; y presenta según la clasificación climática de Köppen clima mediterráneo de lluvia invernal (Csb) y clima semiárido de lluvia invernal (BSk (s)). Esta además se halla en la cuenca hidrográfica de río Maipo. Además, la comuna posee dentro de su territorio la rivera del Río Mapocho.

### Componentes bióticos
Dentro del territorio de la comuna se podrían hallar los siguientes ecosistemas; sin embargo, debido a que la totalidad de su superficie se halla urbanizada, no existen vestigios de zonas naturales sin intervención humana:   
- Bosque espinoso mediterráneo interior donde predominan Acacia caven y Prosopis chilensis (Vulnerable).

### Medidas de protección ambiental y conflictos socioambientales
Hasta 2022, la comuna de Independencia no cuenta con ningún tipo de área territorial destinada a la protección ambiental. 

## Administración

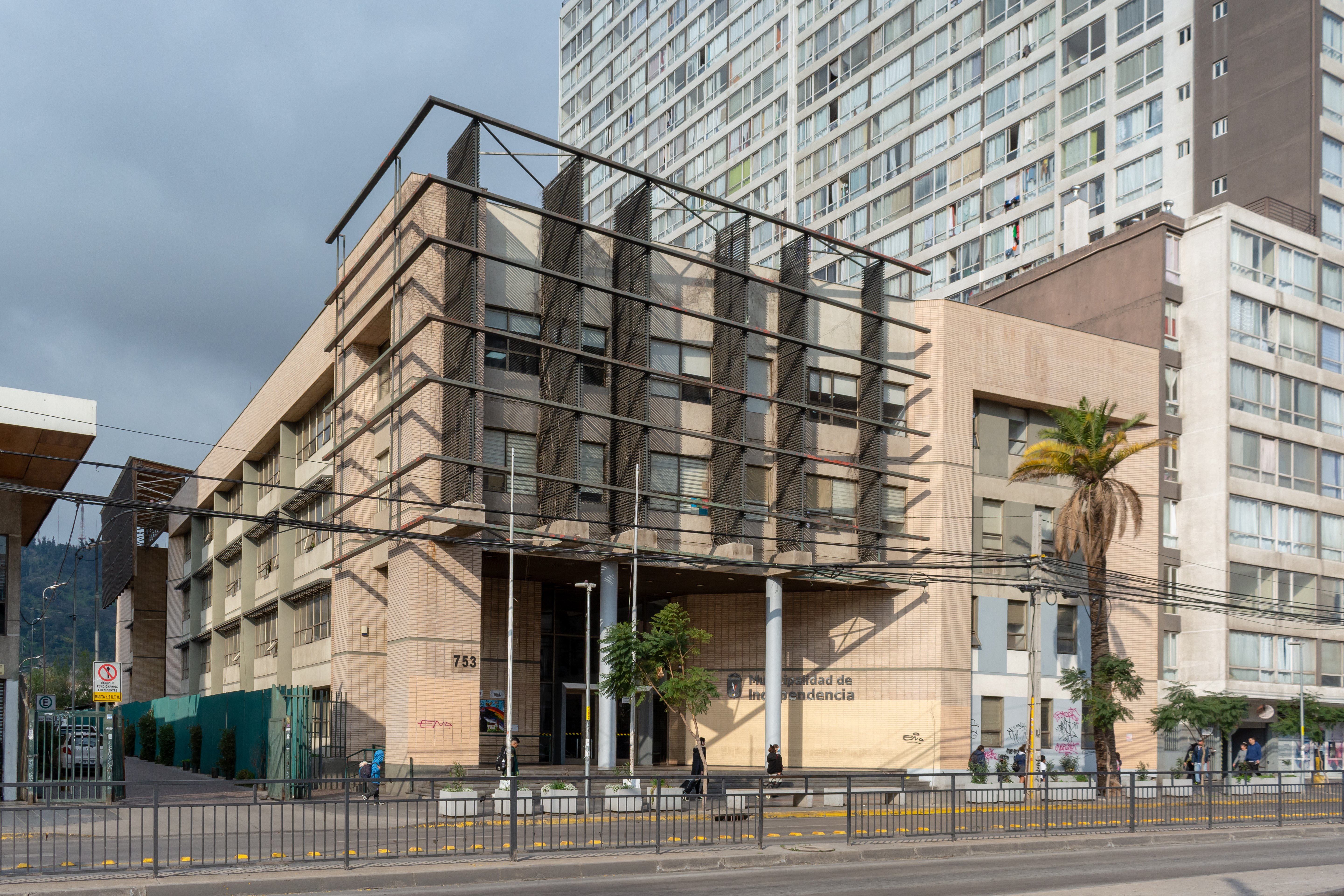
Municipalidad.

### Municipalidad
La Ilustre Municipalidad de Independencia es dirigida por Agustín Iglesias Muñoz (Ind./UDI), quien es asesorado por el concejo municipal, compuesto por los concejales:
- Leyla Pichara González (FA)
- Rosa Huilipan Castillo (PCCh)
- José Miguel Cuevas Fonsea (PS)
- Macarena Díaz Rossel (UDI)
- Manuel Jara Vargas (Ind./UDI)
- Sandra Álvarez Ruíz (RN)
- Rodrigo Barco Sánchez (RN)
- Máximo Breake Díaz (REP)

### Representación parlamentaria
Independencia pertenece al distrito electoral n.º 9 y a la 7.ª circunscripción senatorial (Región Metropolitana). Es representada en la Cámara de Diputados del Congreso Nacional por los diputados Karol Cariola Oliva (PCCh), Érika Olivera de la Fuente (Ind/RN), Andrés Giordano Salazar (Ind/RD), Maite Orsini Pascal (RD), Jorge Durán Espinoza (RN), Boris Barrera Moreno (PCCh) y José Carlos Meza (PRCh) en el periodo 2022-2026. A su vez, en el Senado la representan Fabiola Campillai Rojas (Ind), Claudia Pascual (PCCh), Luciano Cruz Coke (EVOP), Manuel José Ossandon (RN) y Rojo Edwards (Movimiento libertad) en el periodo 2022-2030.

## Economía
En 2018, la cantidad de empresas registradas en Independencia fue de 2.735. El Índice de Complejidad Económica (ECI) en el mismo año fue de 1,7, mientras que las actividades económicas con mayor índice de Ventaja Comparativa Revelada (RCA) fueron Hipódromos (159,72), Hogares Privados Individuales con Servicio Doméstico (47,43) y Clínicas Psiquiátricas, Centros de Rehabilitación, Asilos y Clínicas de Reposo (42,93).

## Servicios públicos

### Educación
Desde el año 2009 la comuna cuenta con la moderna biblioteca pública de Independencia, obra de Marsino Arquitectos Asociados.

#### Universidades
El Hospital Clínico de la Universidad de Chile es parte del campus Eloísa Díaz de la Facultad de Medicina y se encuentra emplazado dentro de la comuna. También se encuentran la Facultad de Odontología y la Facultad de Ciencias Químicas y Farmacéuticas de la Universidad de Chile.

### Seguridad
La comuna cuenta con un cuartel perteneciente al Cuerpo de Bomberos de Santiago, así como también con el Cuartel Independencia de la Policía de Investigaciones de Chile

## Cultura

### Monumentos
El Antiguo Hospital San José, ubicado en la calle San José #1053, fue declarado Monumento Histórico Nacional el 27 de diciembre de 1999, bajo el Decreto Supremo N.º 442.
El Monasterio del Carmen Bajo de San Rafael está ubicado en avenida de la Independencia #225. Su iglesia y sus patios fueron declarados Monumento Histórico Nacional el 24 de noviembre de 1983, bajo el Decreto Supremo n.º 1412.
La capilla del antiguo Lazareto de San Vicente de Paul, ubicada en calle Santos Dumont #991, fue declarada Monumento Histórico Nacional el 12 de enero de 1981, bajo el Decreto Supremo n.º 73. Es una de las pocas estructuras sobrevivientes del ex Hospital San Vicente de Paul.
La Casa de Avenida Francia 1442, ubicada dentro de la Población Los Castaños, fue declarada Monumento Histórico Nacional el 3 de octubre de 1996, bajo el Decreto Supremo N.º 555. Casa inscrita en el período Art Nouveau ecléctico de la década del 20. Esta obra fue realizada por el destacado arquitecto Luciano Kulczewski.

## Deportes

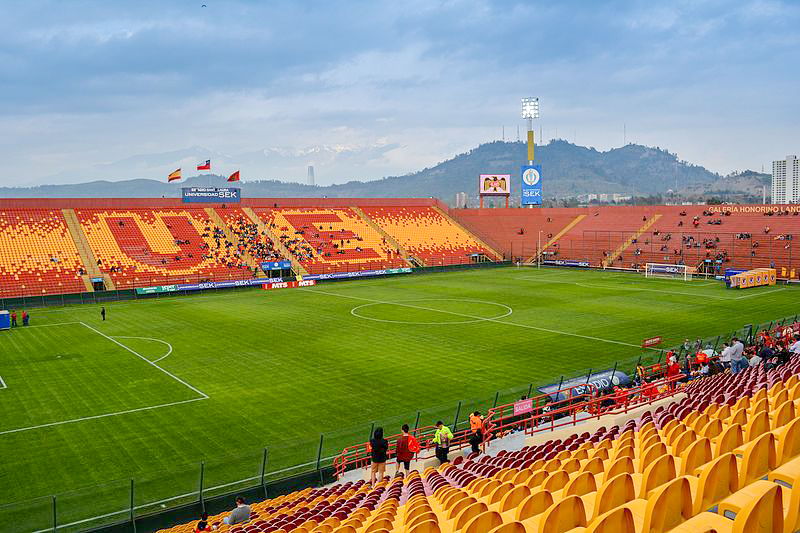
Estadio Santa Laura.

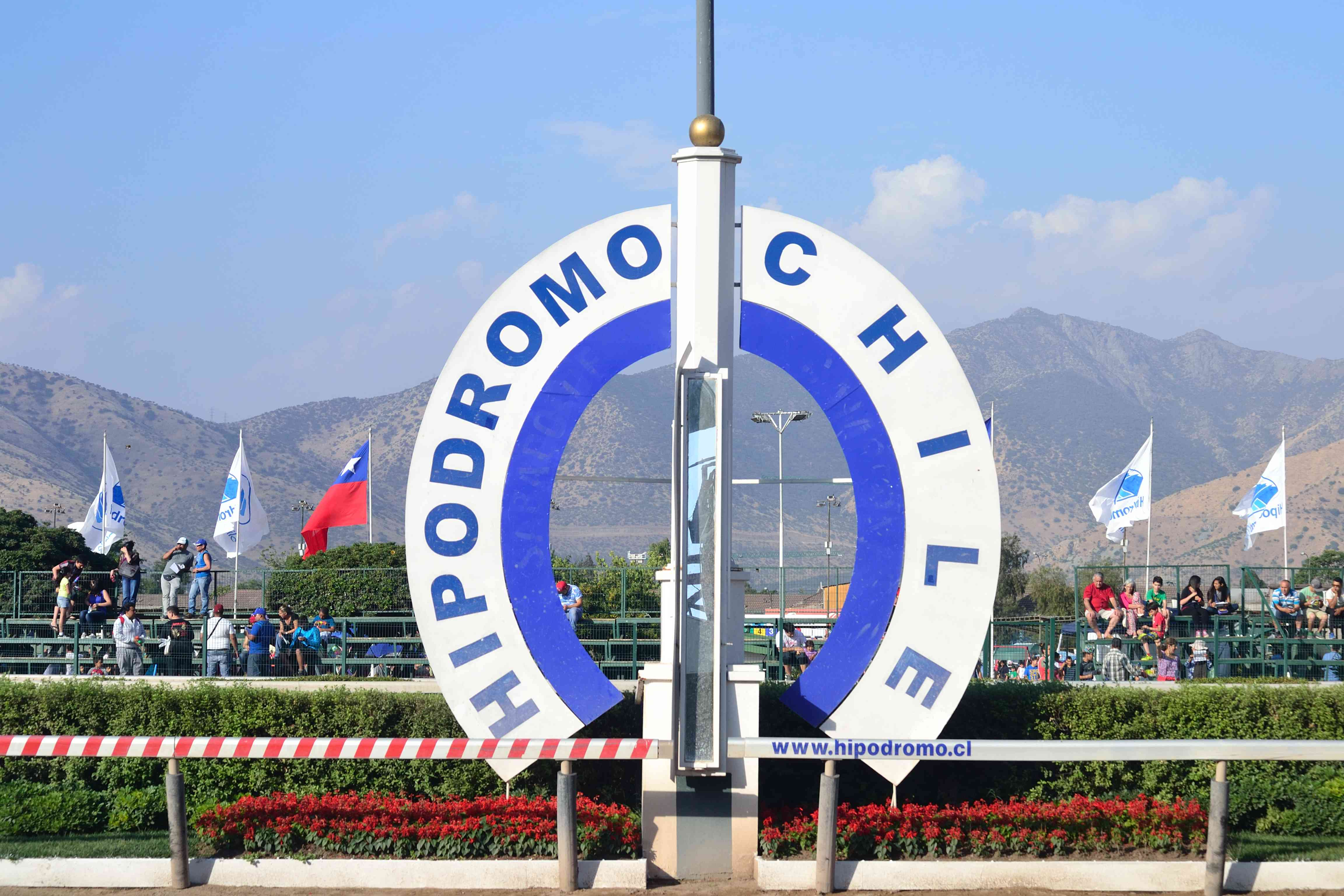
Hipódromo Chile.

Dentro de la comuna se encuentra el estadio Santa Laura, donde juega sus partidos de local el club de fútbol Unión Española. Además se encuentra el Hipódromo Chile, que junto con el estadio se ubican en el sector de plaza Chacabuco. En el hipódromo se realiza el Gran Premio Hipódromo Chile, para caballos de 3 años y más, y el Clásico St. Leger, una carrera de potrillos y potrancas de la Triple Corona. Otro de los hitos más importantes en el plano deportivo y social fue la inauguración del Estadio Independencia en 1945. El recinto, propiedad de Universidad Católica, fue un punto de encuentro para el deporte chileno y latinoamericano hasta su cierre en 1967. Fue demolido en 1971.

## Transporte
En el año 2019, la comuna fue finalmente conectada con el Metro de Santiago por medio de las siguientes estaciones de la Línea 3, una ubicada en la plaza Chacabuco y la otra dentro del patio de la facultad de medicina de la Universidad de Chile:
- : Plaza Chacabuco • Hospitales.

Independencia junto a Huechuraba, Conchalí, Quilicura, Renca y Recoleta formaba parte de la Zona Alimentadora B del Transantiago.
En 2014 el municipio decidió entrar como parte del sistema de bicicletas públicas compartidas Bikesantiago, el cual se implementó en la comuna en agosto del 2015.

### Conectividad vial

#### Arterias viales
Sentido este - oeste:
- Avenida Domingo Santa María
- Avenida Salomón Sack
- Austopista Costanera Norte
- Avenida Dorsal
- Avenida Einstein
- Doctor Carlos Lorca Tobar
- Avenida 14 de la fama

Sentido norte - sur:
- Avenida Presidente Eduardo Frei Montalva
- Avenida Independencia
- Avenida La Paz
- Avenida Fermín Vivaceta